# وادي سريرة (الجوف)
وادي سريرة هي إحدى قرى الجمهورية اليمنية. تتبع جغرافيا لمحافظة الجوف و إداريًا لمديرية المطمة. يبلغ تعداد سكانها 3433 نسمة حسب الإحصاء الذي أجري عام 2004.